# Gnotobionte

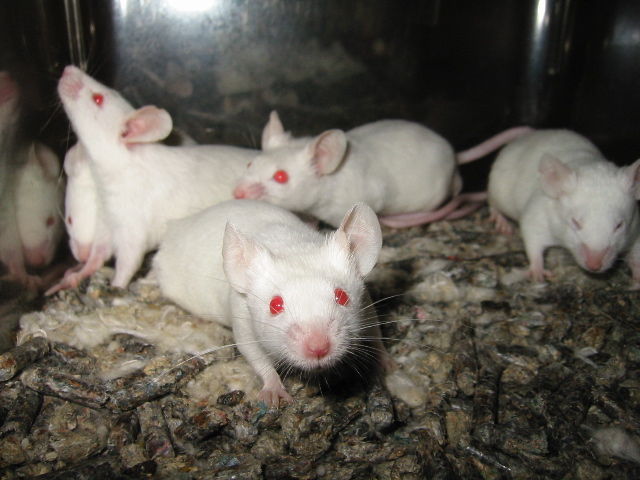
Rata de laboratorio albina. Utilizada en laboratorios para las pruebas con los distintos componentes que se producen en estos.

El término gnotobionte o gnotobiótico deriva de las palabras griegas "gnotos": conocimiento y "bio": vida. Significa "vida conocida".
Se trata de un animal de experimentación portador de microflora y microfauna conocida y controlada, introducida tras nacimiento por cesárea en condiciones estériles. Estos animales son mantenidos en sistemas de aisladores, que han sido químicamente o físicamente esterilizados previo al uso. Igualmente el aire, el agua, el alimento y el encamado deben ser libres de gérmenes al entrar a los aisladores.
Los animales gnotobióticos se usan para investigaciones específicas o como un núcleo para las colonias de reproducción, lo cual se conoce como Banco Genético.
Técnicamente, el término también incluye animales libres de gérmenes, ya que también se conoce el estado de sus comunidades microbianas.

## Avances y desarrollo histórico
Una forma común de estudiar parte de un sistema es eliminarlo. Esta teoría fue la que impulsó en 1959 a los investigadores a comenzar a criar ratones, ratas, conejillos de Indias y polluelos libres de gérmenes dentro de carcasas de plástico y acero inoxidable estériles, y en la actualidad, estos métodos para mantener animales gnotobióticos se siguen manteniendo.
Contar con animales gnotobióticos no solo dio a los investigadores la capacidad de comparar individuos libres de gérmenes con los criados normalmente, también aportó a los  laboratorios la capacidad de introducir uno, o unos pocos, microorganismos a la vez y observarlos en un entorno más simple que la bulliciosa metrópolis del microbioma.
A mediados de la década de 1960, Russell Schaedler, de la Universidad Rockefeller, comenzó a realizar estos experimentos, creando diferentes mezclas de bacterias, estudiando cómo cada uno colonizaba las tripas de ratones previamente libres de gérmenes y distribuía la llamada "Flora Schaedler" a laboratorios de todo el mundo.
Hoy, los investigadores se han dado cuenta, en parte debido a muchos estudios iniciales de animales gnotobióticos, que el microbioma de un organismo no solo lo ayuda a digerir los alimentos: los ratones que se crían libres de gérmenes tienen sistemas inmunes, corazones, pulmones, ganglios linfáticos, metabolismos e incluso capacidades reproductivas alterados.
En 2011, un estudio encontró que los ratones libres de gérmenes mostraron patrones alterados de desarrollo y comportamiento del cerebro: si los ratones estaban expuestos a una mezcla de bacterias, los cambios volvieron a la normalidad.
En 2013, un equipo de investigadores descubrió que si una muestra de la microbiota intestinal de un humano obeso se pusiera en un ratón libre de gérmenes, sin cambios en la dieta del ratón, el ratón aumentaría de peso. Si la muestra de microbiota era de un ser humano delgado, no se produjo el aumento de peso.

## Requisitos y características de los animales gnotobiontes
Los animales criados en una colonia gnotobiótica a menudo tienen sistemas inmunes poco desarrollados, gasto cardíaco más bajo, paredes intestinales delgadas y alta susceptibilidad a patógenos infecciosos, por lo que deben estar libres de:
- Bordetella bronchiseptica
- Pasteurella
- Todas las Coccidias (Eimerias spp.) y Helmintos patógenos

Además especies determinadas demandan la ausencia de:
- Streptobacillus moniliformis (ratones y ratas)
- Corynebacterium kutscheri (C. murium) (ratones)
- Streptococcus pneumoniae (cobaya y conejo)
- Todas las especies de Mycoplasma (ratones y ratas)
- Treponema cuniculi (conejo)

## Aplicaciones
En los estudios de toxicidad generales (estudios de toxicidad con repetición de dosis), las ratas y los perros a menos que no sean adecuados debido a diferencias farmacodinámicas, farmacocinéticas, patofisiológicas.
Para los estudios de toxicología reproductiva, por lo común se eligen ratas para la evaluación de los efectos en la fertilidad, desarrollo embriofetal y toxicidad prenatal y posnatal.
Suelen elegirse los conejos como segunda opción, en estudios sin roedores que evalúen el potencial de toxicidad embriofetal. Si no son apropiados o, a menudo, en el caso de productos de biotecnología, podrán tenerse en cuenta primates no humanos para estos estudios de toxicología reproductiva.
Los estudios de carcinogenicidad a largo plazo suelen utilizar ratas, ratones o hámsteres. Las evaluaciones adicionales de potencial carcinogénico suelen recurrir a ratones transgénicos en diseños de estudio a corto plazo.
Otros tipos de estudio no clínicos se ocupan de aspectos específicos de seguridad como el potencial de adicción (roedores, primates), las vacunas (hurones), la inmunotoxicidad (ratones), la hipersensibilidad (cobayas) y la toxicidad dérmica/tópica (cerdos).
Para algunos estudios, los modelos más comunes no son aplicables. En esos casos, lo más habitual es sustituir las ratas por hámsteres, gerbos o cobayas; los perros pueden sustituirse por minicerdos, microcerdos o monos.

## Comparación con otros términos toxicológicos
Gnotobionte: Animal de experimentación portador de microflora y microfauna conocida y controlada, introducida tras nacimiento por cesárea en condiciones estériles.
Animal libre de gérmenes:Animal con ausencia de microorganismos, lo cual implica libres de bacterias, hongos, parásitos y virus. Son conocidos también como Animales Axénicos. Este último fue el primer término científico usado para designar individuos de una especie libres de cualquier vida demostrable.

## Importancia
La importancia de las bacterias y virus comensales se vuelve cada vez más clara y  los animales gnotobióticos siguen siendo una herramienta clave para estudiar las interacciones entre la microbiota y el cuerpo. Aunque los humanos no pueden ser criados libres de gérmenes, las muestras de microbiomas intestinales humanos pueden transferirse a ratones para crear condiciones intestinales similares a las humanas. Los investigadores ahora tienen una gran cantidad de tecnologías que les ayudan a comprender los fundamentos moleculares de los enlaces microbioma-fisiología. Pueden usar técnicas genéticas y de detección molecular de alto rendimiento para comparar ratones libres de gérmenes con aquellos con solo bacterias particulares introducidas en sus intestinos o con una colección completa de microbiota. Además, los ratones con cualquier gen deseado o mutaciones genéticas pueden criarse libres de gérmenes para probar cómo un gen puede estar involucrado en el establecimiento o control del microbioma.